# Maroon 5/Diskografie
Diese Diskografie ist eine Übersicht über die musikalischen Werke der US-amerikanischen Pop-Rock-Band Maroon 5 und ihrer Pseudonyme wie Kara’s Flowers. Den Quellenangaben und Schallplattenauszeichnungen zufolge hat sie bisher mehr als 180 Millionen Tonträger verkauft, davon alleine in ihrer Heimat über 103,6 Millionen. Ihre erfolgreichste Veröffentlichung ist die Single Moves like Jagger mit über 17,5 Millionen verkauften Einheiten.

## Alben

### Studioalben
| Jahr               | Titel Musiklabel                               | Höchstplatzierung, Gesamtwochen, AuszeichnungChartplatzierungen (Jahr, Titel, Musiklabel, Platzierungen, Wochen, Auszeichnungen, Anmerkungen) | Höchstplatzierung, Gesamtwochen, AuszeichnungChartplatzierungen (Jahr, Titel, Musiklabel, Platzierungen, Wochen, Auszeichnungen, Anmerkungen) | Höchstplatzierung, Gesamtwochen, AuszeichnungChartplatzierungen (Jahr, Titel, Musiklabel, Platzierungen, Wochen, Auszeichnungen, Anmerkungen) | Höchstplatzierung, Gesamtwochen, AuszeichnungChartplatzierungen (Jahr, Titel, Musiklabel, Platzierungen, Wochen, Auszeichnungen, Anmerkungen) | Höchstplatzierung, Gesamtwochen, AuszeichnungChartplatzierungen (Jahr, Titel, Musiklabel, Platzierungen, Wochen, Auszeichnungen, Anmerkungen) | Anmerkungen                                                    |
| Jahr               | Titel Musiklabel                               | DE | AT | CH | UK | US | Anmerkungen                                                    |
| ------------------ | ---------------------------------------------- | --- | --- | --- | --- | --- | -------------------------------------------------------------- |
| als Kara’s Flowers |                                                | | | | | |                                                                |
|                    |                                                | | | | | |                                                                |
| 1995               | …We Like Digging? Selbstverlag                 | — | — | — | — | — | Erstveröffentlichung: 16. September 1995                       |
| 1997               | The Fourth World Reprise Records (WEA)         | — | — | — | — | — | Erstveröffentlichung: 19. August 1997                          |
| als Maroon 5       |                                                | | | | | |                                                                |
|                    |                                                | | | | | |                                                                |
| 2002               | Songs About Jane J Records (Sony BMG)          | DE5 Platin · (56 Wo.)DE | AT7 Gold · (39 Wo.)AT | CH12 Gold · (51 Wo.)CH | UK1 ×7Siebenfachplatin · (88 Wo.)UK | US6 ×4Vierfachplatin · (158 Wo.)US | Erstveröffentlichung: 25. Juni 2002 Verkäufe: + 10.043.571     |
| 2007               | It Won’t Be Soon Before Long A&M Records (UMG) | DE6 Gold · (27 Wo.)DE | AT14 (11 Wo.)AT | CH6 (24 Wo.)CH | UK1 Platin · (38 Wo.)UK | US1 ×2Doppelplatin · (84 Wo.)US | Erstveröffentlichung: 16. Mai 2007 Verkäufe: + 3.651.000       |
| 2010               | Hands All Over A&M Records (UMG)               | DE17 (8 Wo.)DE | AT20 (6 Wo.)AT | CH10 (8 Wo.)CH | UK6 Platin · (47 Wo.)UK | US2 Platin · (124 Wo.)US | Erstveröffentlichung: 21. September 2010 Verkäufe: + 2.368.500 |
| 2012               | Overexposed A&M Records (UMG)                  | DE4 Gold · (12 Wo.)DE | AT7 (14 Wo.)AT | CH7 (27 Wo.)CH | UK2 Platin · (46 Wo.)UK | US2 Platin · (95 Wo.)US | Erstveröffentlichung: 22. Juni 2012 Verkäufe: + 2.762.000      |
| 2014               | V Interscope Records (UMG)                     | DE6 Gold · (8 Wo.)DE | AT10 Platin · (4 Wo.)AT | CH2 (32 Wo.)CH | UK4 Platin · (56 Wo.)UK | US1 ×3Dreifachplatin · (123 Wo.)US | Erstveröffentlichung: 29. August 2014 Verkäufe: + 4.830.000    |
| 2017               | Red Pill Blues Interscope Records (UMG)        | DE44 (1 Wo.)DE | AT31 Gold · (1 Wo.)AT | CH21 (4 Wo.)CH | UK12 Gold · (4 Wo.)UK | US2 Platin · (110 Wo.)US | Erstveröffentlichung: 3. November 2017 Verkäufe: + 2.442.500   |
| 2021               | Jordi Interscope Records (UMG)                 | DE39 (2 Wo.)DE | AT33 (2 Wo.)AT | CH10 (4 Wo.)CH | UK19 (2 Wo.)UK | US8 Gold · (20 Wo.)US | Erstveröffentlichung: 11. Juni 2021 Verkäufe: + 620.000        |
| 2025               | Love Is Like Interscope Records (UMG)          | — | — | — | — | — | Erstveröffentlichung: 15. August 2025                          |

### Livealben
| Jahr | Titel Musiklabel                            | Höchstplatzierung, Gesamtwochen, AuszeichnungChartplatzierungen (Jahr, Titel, Musiklabel, Platzierungen, Wochen, Auszeichnungen, Anmerkungen) | Höchstplatzierung, Gesamtwochen, AuszeichnungChartplatzierungen (Jahr, Titel, Musiklabel, Platzierungen, Wochen, Auszeichnungen, Anmerkungen) | Höchstplatzierung, Gesamtwochen, AuszeichnungChartplatzierungen (Jahr, Titel, Musiklabel, Platzierungen, Wochen, Auszeichnungen, Anmerkungen) | Höchstplatzierung, Gesamtwochen, AuszeichnungChartplatzierungen (Jahr, Titel, Musiklabel, Platzierungen, Wochen, Auszeichnungen, Anmerkungen) | Höchstplatzierung, Gesamtwochen, AuszeichnungChartplatzierungen (Jahr, Titel, Musiklabel, Platzierungen, Wochen, Auszeichnungen, Anmerkungen) | Anmerkungen                                                  |
| Jahr | Titel Musiklabel                            | DE | AT | CH | UK | US | Anmerkungen                                                  |
| ---- | ------------------------------------------- | --- | --- | --- | --- | --- | ------------------------------------------------------------ |
| 2004 | 1.22.03.Acoustic J Records (Sony BMG)       | — | AT55 (2 Wo.)AT | CH66 (2 Wo.)CH | UK58 Gold · (3 Wo.)UK | US43 Gold · (39 Wo.)US | Erstveröffentlichung: 22. Juni 2004 Verkäufe: + 799.000      |
| 2005 | Live – Friday the 13th J Records (Sony BMG) | — | — | — | — | US61 (2 Wo.)US | Erstveröffentlichung: 20. September 2005 Verkäufe: + 113.000 |
| 2008 | Live from Le Cabaret A&M Records (UMG)      | — | — | — | — | US117 (1 Wo.)US | Erstveröffentlichung: 8. Juli 2008 Verkäufe: + 20.000        |

### Kompilationen
| Jahr | Titel Musiklabel                        | Höchstplatzierung, Gesamtwochen, AuszeichnungChartplatzierungen (Jahr, Titel, Musiklabel, Platzierungen, Wochen, Auszeichnungen, Anmerkungen) | Höchstplatzierung, Gesamtwochen, AuszeichnungChartplatzierungen (Jahr, Titel, Musiklabel, Platzierungen, Wochen, Auszeichnungen, Anmerkungen) | Höchstplatzierung, Gesamtwochen, AuszeichnungChartplatzierungen (Jahr, Titel, Musiklabel, Platzierungen, Wochen, Auszeichnungen, Anmerkungen) | Höchstplatzierung, Gesamtwochen, AuszeichnungChartplatzierungen (Jahr, Titel, Musiklabel, Platzierungen, Wochen, Auszeichnungen, Anmerkungen) | Höchstplatzierung, Gesamtwochen, AuszeichnungChartplatzierungen (Jahr, Titel, Musiklabel, Platzierungen, Wochen, Auszeichnungen, Anmerkungen) | Anmerkungen                                                    |
| Jahr | Titel Musiklabel                        | DE | AT | CH | UK | US | Anmerkungen                                                    |
| ---- | --------------------------------------- | --- | --- | --- | --- | --- | -------------------------------------------------------------- |
| 2007 | The B-Side Collection A&M Records (UMG) | — | — | — | — | — | Erstveröffentlichung: 18. Dezember 2007                        |
| 2015 | Singles Interscope Records (UMG)        | — | — | — | UK28 ×3Dreifachplatin · (… Wo.)UK | — | Erstveröffentlichung: 25. September 2015 Verkäufe: + 1.395.000 |

### Remixalben
| Jahr | Titel Musiklabel                                     | Höchstplatzierung, Gesamtwochen, AuszeichnungChartplatzierungen (Jahr, Titel, Musiklabel, Platzierungen, Wochen, Auszeichnungen, Anmerkungen) | Höchstplatzierung, Gesamtwochen, AuszeichnungChartplatzierungen (Jahr, Titel, Musiklabel, Platzierungen, Wochen, Auszeichnungen, Anmerkungen) | Höchstplatzierung, Gesamtwochen, AuszeichnungChartplatzierungen (Jahr, Titel, Musiklabel, Platzierungen, Wochen, Auszeichnungen, Anmerkungen) | Höchstplatzierung, Gesamtwochen, AuszeichnungChartplatzierungen (Jahr, Titel, Musiklabel, Platzierungen, Wochen, Auszeichnungen, Anmerkungen) | Höchstplatzierung, Gesamtwochen, AuszeichnungChartplatzierungen (Jahr, Titel, Musiklabel, Platzierungen, Wochen, Auszeichnungen, Anmerkungen) | Anmerkungen                                                |
| Jahr | Titel Musiklabel                                     | DE | AT | CH | UK | US | Anmerkungen                                                |
| ---- | ---------------------------------------------------- | --- | --- | --- | --- | --- | ---------------------------------------------------------- |
| 2008 | Call and Response: The Remix Album A&M Records (UMG) | — | — | — | — | US73 (3 Wo.)US | Erstveröffentlichung: 9. Dezember 2008 Verkäufe: + 136.000 |

### EPs
| Jahr | Titel Musiklabel                                              | Höchstplatzierung, Gesamtwochen, AuszeichnungChartplatzierungen (Jahr, Titel, Musiklabel, Platzierungen, Wochen, Auszeichnungen, Anmerkungen) | Höchstplatzierung, Gesamtwochen, AuszeichnungChartplatzierungen (Jahr, Titel, Musiklabel, Platzierungen, Wochen, Auszeichnungen, Anmerkungen) | Höchstplatzierung, Gesamtwochen, AuszeichnungChartplatzierungen (Jahr, Titel, Musiklabel, Platzierungen, Wochen, Auszeichnungen, Anmerkungen) | Höchstplatzierung, Gesamtwochen, AuszeichnungChartplatzierungen (Jahr, Titel, Musiklabel, Platzierungen, Wochen, Auszeichnungen, Anmerkungen) | Höchstplatzierung, Gesamtwochen, AuszeichnungChartplatzierungen (Jahr, Titel, Musiklabel, Platzierungen, Wochen, Auszeichnungen, Anmerkungen) | Anmerkungen                                              |
| Jahr | Titel Musiklabel                                              | DE | AT | CH | UK | US | Anmerkungen                                              |
| ---- | ------------------------------------------------------------- | --- | --- | --- | --- | --- | -------------------------------------------------------- |
| 2008 | Live from SoHo A&M Records (UMG)                              | — | — | — | — | — | Erstveröffentlichung: 25. März 2008                      |
| 2011 | iTunes Session A&M Records (UMG)                              | — | — | — | — | US148 (1 Wo.)US | Erstveröffentlichung: 8. Februar 2011 Verkäufe: + 10.000 |
| 2012 | Holiday Gift (auch bekannt als: 12 Days EP) A&M Records (UMG) | — | — | — | — | — | Erstveröffentlichung: 26. November 2012                  |

## Singles
| Jahr | Titel Album                                                                | Höchstplatzierung, Gesamtwochen, AuszeichnungChartplatzierungen (Jahr, Titel, Album, Platzierungen, Wochen, Auszeichnungen, Anmerkungen) | Höchstplatzierung, Gesamtwochen, AuszeichnungChartplatzierungen (Jahr, Titel, Album, Platzierungen, Wochen, Auszeichnungen, Anmerkungen) | Höchstplatzierung, Gesamtwochen, AuszeichnungChartplatzierungen (Jahr, Titel, Album, Platzierungen, Wochen, Auszeichnungen, Anmerkungen) | Höchstplatzierung, Gesamtwochen, AuszeichnungChartplatzierungen (Jahr, Titel, Album, Platzierungen, Wochen, Auszeichnungen, Anmerkungen) | Höchstplatzierung, Gesamtwochen, AuszeichnungChartplatzierungen (Jahr, Titel, Album, Platzierungen, Wochen, Auszeichnungen, Anmerkungen) | Anmerkungen                                                                               |
| Jahr | Titel Album                                                                | DE | AT | CH | UK | US | Anmerkungen                                                                               |
| --- | -------------------------------------------------------------------------- | --- | --- | --- | --- | --- | ----------------------------------------------------------------------------------------- |
| als Kara’s Flowers |                                                                            | | | | | |                                                                                           |
| |                                                                            | | | | | |                                                                                           |
| 1997 | Soap Disco The Fourth World                                                | — | — | — | — | — | Erstveröffentlichung: 22. Juli 1997                                                       |
| als Maroon 5 |                                                                            | | | | | |                                                                                           |
| |                                                                            | | | | | |                                                                                           |
| 2002 | Harder to Breathe Songs About Jane                                         | DE79 (6 Wo.)DE | — | — | UK13 Silber · (7 Wo.)UK | US18 Platin · (22 Wo.)US | Erstveröffentlichung: 9. Juli 2002 Verkäufe: + 1.588.000                                  |
| 2004 | This Love Songs About Jane                                                 | DE5 Gold · (18 Wo.)DE | AT3 (24 Wo.)AT | CH4 (30 Wo.)CH | UK3 ×2Doppelplatin · (14 Wo.)UK | US5 ×2Doppelplatin · (43 Wo.)US | Erstveröffentlichung: 8. März 2004 Verkäufe: + 4.470.000                                  |
| 2004 | She Will Be Loved Songs About Jane                                         | DE25 Gold · (9 Wo.)DE | AT27 (20 Wo.)AT | CH18 (23 Wo.)CH | UK4 ×3Dreifachplatin · (20 Wo.)UK | US5 ×4Vierfachplatin · (41 Wo.)US | Erstveröffentlichung: 8. Juli 2004 Verkäufe: + 7.130.000                                  |
| 2004 | Sunday Morning Songs About Jane                                            | DE83 (6 Wo.)DE | AT52 (5 Wo.)AT | CH87 (3 Wo.)CH | UK27 Gold · (7 Wo.)UK | US31 ×2Doppelplatin · (20 Wo.)US | Erstveröffentlichung: 8. November 2004 Verkäufe: + 3.014.879                              |
| 2005 | Must Get Out Songs About Jane                                              | — | — | — | UK39 (3 Wo.)UK | — | Erstveröffentlichung: 5. April 2005                                                       |
| 2007 | Makes Me Wonder It Won’t Be Soon Before Long                               | DE11 (11 Wo.)DE | AT12 (20 Wo.)AT | CH14 (26 Wo.)CH | UK2 Silber · (17 Wo.)UK | US1 ×3Dreifachplatin · (26 Wo.)US | Erstveröffentlichung: 27. März 2007 Verkäufe: + 4.217.500                                 |
| 2007 | Wake Up Call It Won’t Be Soon Before Long                                  | DE41 (11 Wo.)DE | AT17 (21 Wo.)AT | CH12 (24 Wo.)CH | UK33 (10 Wo.)UK | US19 ×2Doppelplatin · (22 Wo.)US | Erstveröffentlichung: 17. Juli 2007 Verkäufe: + 2.450.000                                 |
| 2007 | Won’t Go Home Without You It Won’t Be Soon Before Long                     | DE11 (17 Wo.)DE | AT16 (21 Wo.)AT | CH65 (3 Wo.)CH | UK44 (7 Wo.)UK | US48 ×2Doppelplatin · (20 Wo.)US | Erstveröffentlichung: 19. November 2007 Verkäufe: + 2.600.000                             |
| 2008 | If I Never See Your Face Again It Won’t Be Soon Before Long                | — | AT54 (2 Wo.)AT | CH52 (9 Wo.)CH | UK28 (11 Wo.)UK | US51 Platin · (20 Wo.)US | Erstveröffentlichung: 2. Mai 2008 Verkäufe: + 1.249.000; feat. Rihanna                    |
| 2008 | Goodnight Goodnight It Won’t Be Soon Before Long                           | — | — | — | — | — | Erstveröffentlichung: 3. November 2008                                                    |
| 2010 | Misery Hands All Over                                                      | DE30 (10 Wo.)DE | AT28 (10 Wo.)AT | CH32 (14 Wo.)CH | UK30 Silber · (4 Wo.)UK | US14 ×2Doppelplatin · (20 Wo.)US | Erstveröffentlichung: 22. Juni 2010 Verkäufe: + 3.049.580                                 |
| 2010 | Give a Little More Hands All Over                                          | — | — | — | — | US86 (1 Wo.)US | Erstveröffentlichung: 17. August 2010 Verkäufe: + 483.921                                 |
| 2011 | Never Gonna Leave This Bed Hands All Over                                  | — | — | — | — | US55 Platin · (18 Wo.)US | Erstveröffentlichung: 24. Januar 2011 Verkäufe: + 1.101.546                               |
| 2011 | Moves like Jagger Hands All Over                                           | DE2 ×5Fünffachgold · (36 Wo.)DE | AT1 (30 Wo.)AT | CH5 Platin · (34 Wo.)CH | UK2 ×4Vierfachplatin · (64 Wo.)UK | US1 Diamant · (49 Wo.)US | Erstveröffentlichung: 21. Juni 2011 Verkäufe: + 17.572.922; feat. Christina Aguilera      |
| 2012 | Payphone Overexposed                                                       | DE4 Platin · (24 Wo.)DE | AT5 Gold · (23 Wo.)AT | CH4 Platin · (29 Wo.)CH | UK1 ×4Vierfachplatin · (30 Wo.)UK | US2 ×7Siebenfachplatin · (31 Wo.)US | Erstveröffentlichung: 16. April 2012 Verkäufe: + 12.962.900; feat. Wiz Khalifa            |
| 2012 | One More Night Overexposed                                                 | DE17 Gold · (25 Wo.)DE | AT8 (17 Wo.)AT | CH11 Gold · (24 Wo.)CH | UK8 Platin · (28 Wo.)UK | US1 ×6Sechsfachplatin · (42 Wo.)US | Erstveröffentlichung: 19. Juni 2012 Verkäufe: + 8.739.600                                 |
| 2012 | Daylight Overexposed                                                       | DE75 (7 Wo.)DE | AT35 (10 Wo.)AT | CH53 (10 Wo.)CH | UK63 (4 Wo.)UK | US7 ×2Doppelplatin · (25 Wo.)US | Erstveröffentlichung: 8. November 2012 Verkäufe: + 2.559.000                              |
| 2013 | Love Somebody Overexposed                                                  | — | — | — | — | US10 ×2Doppelplatin · (21 Wo.)US | Erstveröffentlichung: 14. Mai 2013 Verkäufe: + 2.292.500                                  |
| 2014 | Maps V                                                                     | DE6 Platin · (22 Wo.)DE | AT18 (21 Wo.)AT | CH22 (18 Wo.)CH | UK2 ×2Doppelplatin · (27 Wo.)UK | US6 ×4Vierfachplatin · (22 Wo.)US | Erstveröffentlichung: 16. Juni 2014 Verkäufe: + 7.080.000                                 |
| 2014 | Animals V                                                                  | DE11 Platin · (27 Wo.)DE | AT26 (19 Wo.)AT | CH18 (29 Wo.)CH | UK27 Platin · (28 Wo.)UK | US3 (33 Wo.)US | Erstveröffentlichung: 25. August 2014 Verkäufe: + 2.330.000                               |
| 2015 | Sugar V                                                                    | DE41 Gold · (23 Wo.)DE | AT25 (24 Wo.)AT | CH10 (38 Wo.)CH | UK7 ×3Dreifachplatin · (45 Wo.)UK | US2 Diamant + Platin · (42 Wo.)US | Erstveröffentlichung: 13. Januar 2015 Verkäufe: + 17.970.000                              |
| 2015 | This Summer’s Gonna Hurt Like a Motherf***er V (Re-Edition)                | DE45 (12 Wo.)DE | AT38 (7 Wo.)AT | CH56 (1 Wo.)CH | UK40 (2 Wo.)UK | US23 Platin · (13 Wo.)US | Erstveröffentlichung: 15. Mai 2015 Verkäufe: + 1.185.000                                  |
| 2015 | Feelings V                                                                 | — | — | — | — | — | Erstveröffentlichung: 14. September 2015 Verkäufe: + 30.000                               |
| 2016 | Don’t Wanna Know Red Pill Blues (Deluxe Edition)                           | DE33 Gold · (18 Wo.)DE | AT18 (17 Wo.)AT | CH14 (23 Wo.)CH | UK5 Platin · (22 Wo.)UK | US6 ×2Doppelplatin · (27 Wo.)US | Erstveröffentlichung: 11. Oktober 2016 Verkäufe: + 4.656.666; feat. Kendrick Lamar        |
| 2017 | Cold Red Pill Blues (Deluxe Edition)                                       | DE43 Gold · (14 Wo.)DE | AT42 (10 Wo.)AT | CH30 (15 Wo.)CH | UK24 Platin · (13 Wo.)UK | US16 Platin · (20 Wo.)US | Erstveröffentlichung: 14. Februar 2017 Verkäufe: + 2.691.666; feat. Future                |
| 2017 | What Lovers Do Red Pill Blues                                              | DE17 Platin · (26 Wo.)DE | AT11 (25 Wo.)AT | CH9 (29 Wo.)CH | UK12 Platin · (19 Wo.)UK | US9 ×2Doppelplatin · (22 Wo.)US | Erstveröffentlichung: 30. August 2017 Verkäufe: + 5.083.333; feat. SZA                    |
| 2018 | Wait Red Pill Blues                                                        | — | — | — | UK79 (1 Wo.)UK | US24 ×3Dreifachplatin · (24 Wo.)US | Erstveröffentlichung: 16. Januar 2018 Verkäufe: + 3.220.000                               |
| 2018 | Girls Like You Red Pill Blues                                              | DE9 Platin · (37 Wo.)DE | AT8 (34 Wo.)AT | CH4 (42 Wo.)CH | UK7 ×3Dreifachplatin · (46 Wo.)UK | US1 Diamant · (52 Wo.)US | Erstveröffentlichung: 30. Mai 2018 Verkäufe: + 16.343.333; feat. Cardi B                  |
| 2018 | Three Little Birds –                                                       | — | — | — | — | — | Erstveröffentlichung: 9. Juni 2018 Verkäufe: + 20.000; Original: Bob Marley & The Wailers |
| 2019 | Memories Jordi                                                             | DE20 Platin · (32 Wo.)DE | AT10 Gold · (31 Wo.)AT | CH3 (52 Wo.)CH | UK5 ×3Dreifachplatin · (47 Wo.)UK | US2 ×4Vierfachplatin · (41 Wo.)US | Erstveröffentlichung: 20. September 2019 Verkäufe: + 10.018.333                           |
| 2020 | Nobody’s Love Jordi                                                        | — | — | — | UK84 (4 Wo.)UK | US41 Gold · (10 Wo.)US | Erstveröffentlichung: 24. Juli 2020 Verkäufe: + 690.000                                   |
| 2021 | Beautiful Mistakes Jordi                                                   | DE— aDE | — | CH52 Gold · (21 Wo.)CH | UK50 Gold · (18 Wo.)UK | US13 Platin · (25 Wo.)US | Erstveröffentlichung: 3. März 2021 Verkäufe: + 2.428.333; feat. Megan Thee Stallion       |
| 2022 | One Light (Remix) –                                                        | — | — | — | — | — | Erstveröffentlichung: 5. August 2022 feat. Bantu, Latto & Yung Bleu                       |
| 2023 | Middle Ground –                                                            | — | — | — | — | — | Erstveröffentlichung: 19. Mai 2023                                                        |
| 2025 | Priceless Love Is Like                                                     | — | — | — | UK69 (1 Wo.)UK | US76 (1 Wo.)US | Erstveröffentlichung: 2. Mai 2025 feat. Lisa                                              |
| 2025 | All Night Love Is Like                                                     | — | — | — | — | — | Erstveröffentlichung: 23. Juni 2025                                                       |
| 2025 | California Love Is Like                                                    | — | — | — | — | — | Erstveröffentlichung: 17. Juli 2025                                                       |
| Folgende Lieder erschienen nicht als Single, wurden aber durch das Album zum Download und Streaming bereitgestellt und konnten somit eine Platzierung erlangen: |                                                                            | | | | | |                                                                                           |
| |                                                                            | | | | | |                                                                                           |
| 2010 | Stutter Hands All Over                                                     | — | — | — | — | US84 (1 Wo.)US | Charteinstieg: 9. Oktober 2010 Verkäufe: + 85.604                                         |
| 2012 | Come Away to the Water The Hunger Games: Songs from District 12 and Beyond | — | — | — | — | US83 (1 Wo.)US | Charteinstieg: 7. April 2012 feat. Rozzi Crane                                            |
| 2012 | Wipe Your Eyes Overexposed                                                 | — | — | — | — | US80 (1 Wo.)US | Charteinstieg: 14. Juli 2012                                                              |

## Videoalben und Musikvideos

### Videoalben
| Jahr | Titel Musiklabel                            | Höchstplatzierung, Gesamtwochen, AuszeichnungChartplatzierungen (Jahr, Titel, Musiklabel, Platzierungen, Wochen, Auszeichnungen, Anmerkungen) | Höchstplatzierung, Gesamtwochen, AuszeichnungChartplatzierungen (Jahr, Titel, Musiklabel, Platzierungen, Wochen, Auszeichnungen, Anmerkungen) | Höchstplatzierung, Gesamtwochen, AuszeichnungChartplatzierungen (Jahr, Titel, Musiklabel, Platzierungen, Wochen, Auszeichnungen, Anmerkungen) | Höchstplatzierung, Gesamtwochen, AuszeichnungChartplatzierungen (Jahr, Titel, Musiklabel, Platzierungen, Wochen, Auszeichnungen, Anmerkungen) | Höchstplatzierung, Gesamtwochen, AuszeichnungChartplatzierungen (Jahr, Titel, Musiklabel, Platzierungen, Wochen, Auszeichnungen, Anmerkungen) | Anmerkungen                                                |
| Jahr | Titel Musiklabel                            | DE | AT | CH | UK | US | Anmerkungen                                                |
| ---- | ------------------------------------------- | --- | --- | --- | --- | --- | ---------------------------------------------------------- |
| 2005 | Live – Friday the 13th J Records (Sony BMG) | — | — | — | UK12 (2 Wo.)UK | US2 (9 Wo.)US | Erstveröffentlichung: 20. September 2005 Verkäufe: + 5.000 |

### Musikvideos
| Jahr               | Titel                                        | Regie                                                                    |
| ------------------ | -------------------------------------------- | ------------------------------------------------------------------------ |
| als Kara’s Flowers |                                              |                                                                          |
|                    |                                              |                                                                          |
| 1997               | Soap Disco                                   | Mark Kohr                                                                |
| als Maroon 5       |                                              |                                                                          |
|                    |                                              |                                                                          |
| 2002               | Harder to Breathe                            | Marc Webb                                                                |
| 2004               | This Love                                    | Sophie Muller                                                            |
| 2004               | She Will Be Loved                            | Sophie Muller                                                            |
| 2004               | Sunday Morning                               | Big TV!                                                                  |
| 2004               | She Will Be Loved (Unplugged-Version)        |                                                                          |
| 2005               | Shiver                                       | Russell Thomas                                                           |
| 2005               | Must Get Out (live)                          | Russell Thomas                                                           |
| 2007               | Makes Me Wonder                              | John Hillcoat                                                            |
| 2007               | Wake Up Call                                 | Jonas Åkerlund                                                           |
| 2007               | Won’t Go Home Without You                    | Sophie Muller                                                            |
| 2008               | Goodnight Goodnight                          | Marc Webb                                                                |
| 2008               | If I Never See Your Face Again               | Anthony Mandler                                                          |
| 2009               | Story                                        | Bob Carmichael                                                           |
| 2010               | Misery                                       | Joseph Kahn                                                              |
| 2010               | Give a Little More                           | Paul Hunter                                                              |
| 2010               | Hands All Over                               | Don Tyler                                                                |
| 2011               | Never Gonna Leave This Bed                   | Tim Nackashi                                                             |
| 2011               | Runaway                                      | Mickey Smith                                                             |
| 2011               | Out of Goodbyes                              | Travis Schneider                                                         |
| 2011               | Moves like Jagger                            | Jonas Åkerlund                                                           |
| 2012               | Payphone                                     | Samuel Bayer                                                             |
| 2012               | One More Night                               | Peter Berg                                                               |
| 2012               | Daylight                                     | Jonas Åkerlund                                                           |
| 2013               | Love Somebody                                | Rich Lee                                                                 |
| 2014               | Maps                                         | Peter Berg                                                               |
| 2014               | Animals                                      | Samuel Bayer                                                             |
| 2015               | Sugar                                        | David Dobkin                                                             |
| 2015               | This Summer’s Gonna Hurt Like a Motherf***er | Travis Schneider & Adam Levine                                           |
| 2016               | Don’t Wanna Know                             | David Dobkin                                                             |
| 2017               | Cold                                         | Rich Lee                                                                 |
| 2017               | What Lovers Do                               | Joseph Kahn                                                              |
| 2018               | Wait                                         | Dave Meyers (Offizielles Musikvideo) Travis Schneider (Snapchat Version) |
| 2018               | Girls Like You                               | David Dobkin (3 Versionen)                                               |
| 2018               | Three Little Birds                           | Joseph Kahn                                                              |
| 2019               | Memories                                     | David Dobkin (Offizielles Musikvideo) — (Made with Memories Version)     |
| 2020               | Nobody’s Love                                | David Dobkin                                                             |
| 2021               | Beautiful Mistakes                           | Sophie Muller                                                            |
| 2021               | Lost                                         | Sophie Muller                                                            |
| 2025               | Priceless                                    | Aerin Moreno                                                             |
| 2025               | Love Is Like                                 | Aerin Moreno                                                             |

## Promoveröffentlichungen
Promo-Singles

| Jahr               | Titel Album                               | Höchstplatzierung, Gesamtwochen, AuszeichnungChartplatzierungen (Jahr, Titel, Album, Platzierungen, Wochen, Auszeichnungen, Anmerkungen) | Höchstplatzierung, Gesamtwochen, AuszeichnungChartplatzierungen (Jahr, Titel, Album, Platzierungen, Wochen, Auszeichnungen, Anmerkungen) | Höchstplatzierung, Gesamtwochen, AuszeichnungChartplatzierungen (Jahr, Titel, Album, Platzierungen, Wochen, Auszeichnungen, Anmerkungen) | Höchstplatzierung, Gesamtwochen, AuszeichnungChartplatzierungen (Jahr, Titel, Album, Platzierungen, Wochen, Auszeichnungen, Anmerkungen) | Höchstplatzierung, Gesamtwochen, AuszeichnungChartplatzierungen (Jahr, Titel, Album, Platzierungen, Wochen, Auszeichnungen, Anmerkungen) | Anmerkungen |
| Jahr               | Titel Album                               | DE | AT | CH | UK | US | Anmerkungen |
| ------------------ | ----------------------------------------- | --- | --- | --- | --- | --- | --- |
| als Kara’s Flowers |                                           | | | | | | |
|                    |                                           | | | | | | |
| 1997               | Myself The Fourth World                   | — | — | — | — | — | Erstveröffentlichung: 1997                                                                                     |
| als Marron 5       |                                           | | | | | | |
|                    |                                           | | | | | | |
| 2007               | Happy Xmas (War Is Over) –                | — | — | — | — | — | Erstveröffentlichung: 11. Dezember 2007 Original: John & Yoko/Plastic Ono Band with the Harlem Community Choir |
| 2009               | The Way You Look Tonight His Way, Our Way | — | — | — | — | — | Erstveröffentlichung: 7. Juli 2009 Original: Frank Sinatra                                                     |
| 2011               | Is Anybody Out There –                    | — | — | — | — | — | Erstveröffentlichung: März 2011 feat. PJ Morton                                                                |
| 2014               | It Was Always You V                       | DE88 (1 Wo.)DE | — | — | UK40 (3 Wo.)UK | US45 Gold · (3 Wo.)US | Erstveröffentlichung: 29. Juli 2014 Verkäufe: + 555.000                                                        |
| 2017               | Help Me Out Red Pill Blues                | — | — | — | — | — | Erstveröffentlichung: 6. Oktober 2017 mit Julia Michaels                                                       |
| 2017               | Whiskey Red Pill Blues                    | — | — | — | — | — | Erstveröffentlichung: 18. Oktober 2017 feat. ASAP Rocky                                                        |

## Sonderveröffentlichungen

### Alben
| Jahr | Titel Musiklabel                                                  | Anmerkungen                |
| ---- | ----------------------------------------------------------------- | -------------------------- |
| 2010 | Songs About Jane + It Won’t Be Soon Before Long A&M Records (UMG) | Erstveröffentlichung: 2010 |
| 2010 | Compact Best Octone Records (UMG)                                 | Erstveröffentlichung: 2010 |
| 2012 | Hands All Over + Overexposed A&M Records (UMG)                    | Erstveröffentlichung: 2012 |
| 2013 | From Songs About Jane … To Overexposed A&M Records (UMG)          | Erstveröffentlichung: 2013 |
| 2013 | Hands All Over + Friday the 13th A&M Records (UMG)                | Erstveröffentlichung: 2013 |
| 2014 | 5 Classic Albums Interscope Records (UMG)                         | Erstveröffentlichung: 2014 |
| 2016 | The Studio Albums Interscope Records (UMG)                        | Erstveröffentlichung: 2016 |

| Jahr | Titel Musiklabel                                     | Anmerkungen                         |
| ---- | ---------------------------------------------------- | ----------------------------------- |
| 2002 | A Few Songs About Jane J Records (Sony BMG)          | Erstveröffentlichung: 25. Juni 2002 |
| 2007 | Wake Up Call – Live @ AOL Sessions A&M Records (UMG) | Erstveröffentlichung: Juni 2007     |

### Lieder
| Jahr | Titel Album                                          | Anmerkungen                                                               |
| ---- | ---------------------------------------------------- | ------------------------------------------------------------------------- |
| 2005 | Everyday People Different Strokes by Different Folks | Erstveröffentlichung: 13. Juli 2005 Sly & the Family Stone feat. Maroon 5 |
| 2006 | She Will Be Loved Rhythms del Mundo – Cuba           | Erstveröffentlichung: 14. November 2006 Rhythms del Mundo feat. Maroon 5  |

| Jahr               | Titel Album                                                             | Anmerkungen                                                        |
| ------------------ | ----------------------------------------------------------------------- | ------------------------------------------------------------------ |
| als Kara’s Flowers |                                                                         |                                                                    |
|                    |                                                                         |                                                                    |
| 1997               | Soap Disco (Live) 103.9 WXEG Presents Edgefest 97                       | Erstveröffentlichung: 1997                                         |
| 1997               | We Are the Champions (Live) 103.9 WXEG Presents Edgefest 97             | Erstveröffentlichung: 1997 Original: Queen                         |
| 1998               | Yesterday When I Was Handsome Hear You Me! A Tribute to Mykel and Carli | Erstveröffentlichung: 27. Januar 1998                              |
| als Maroon 5       |                                                                         |                                                                    |
|                    |                                                                         |                                                                    |
| 2004               | Pure Imagination Mary Had a Little Amp                                  | Erstveröffentlichung: 5. Oktober 2004 Original: Willy Wonka        |
| 2007               | Makes Me Wonder (Live) Radio 1’s Live Lounge – Volume 2                 | Erstveröffentlichung: 22. Oktober 2007                             |
| 2009               | The Way You Look Tonight His Way, Our Way                               | Erstveröffentlichung: 7. Juli 2009 Original: Frank Sinatra         |
| 2012               | I Shall Be Released Chimes of Freedom                                   | Erstveröffentlichung: 24. Januar 2012 Original: The Band           |
| 2014               | Happy BBC Radio 1’s Live Lounge 2014                                    | Erstveröffentlichung: 27. Oktober 2014 Original: Pharrell Williams |

| Jahr | Titel Soundtrack                                                | Anmerkungen                                           |
| ---- | --------------------------------------------------------------- | ----------------------------------------------------- |
| 2004 | Woman Spider-Man 2                                              | Erstveröffentlichung: 30. Juni 2004                   |
| 2006 | Lovely Day Hoot                                                 | Erstveröffentlichung: 18. April 2006 mit Bill Withers |
| 2012 | Come Away to the Water Die Tribute von Panem – The Hunger Games | Erstveröffentlichung: 16. März 2012 feat. Rozzi Crane |

### Videoalben
| Jahr | Titel Musiklabel                      | Anmerkungen                                                              |
| ---- | ------------------------------------- | ------------------------------------------------------------------------ |
| 2007 | Wal-Mart Soundcheck A&M Records (UMG) | Erstveröffentlichung: 2007 nur in den Vereinigten Staaten veröffentlicht |
| 2015 | Live in London Music Brokers (Sony)   | Erstveröffentlichung: 2015 nur in Brasilien veröffentlicht               |

## Statistik

### Chartauswertung
|                     | DE    | AT    | CH    | UK    | US     |
| ------------------- | ----- | ----- | ----- | ----- | ------ |
| Nummer-eins-Alben   | DE—DE | AT—AT | CH—CH | UK2UK | US2US  |
| Top-10-Alben        | DE4DE | AT3AT | CH5CH | UK5UK | US7US  |
| Alben in den Charts | DE7DE | AT8AT | CH8CH | UK9UK | US12US |

|                       | DE     | AT     | CH     | UK     | US     |
| --------------------- | ------ | ------ | ------ | ------ | ------ |
| Nummer-eins-Singles   | DE—DE  | AT1AT  | CH—CH  | UK1UK  | US4US  |
| Top-10-Singles        | DE5DE  | AT6AT  | CH7CH  | UK11UK | US15US |
| Singles in den Charts | DE21DE | AT21AT | CH21CH | UK27UK | US33US |

|                          | DE    | AT    | CH    | UK    | US    |
| ------------------------ | ----- | ----- | ----- | ----- | ----- |
| Nummer-eins-Videoalben   | DE—DE | AT—AT | CH—CH | UK—UK | US—US |
| Top-10-Videoalben        | DE—DE | AT—AT | CH—CH | UK—UK | US1US |
| Videoalben in den Charts | DE—DE | AT—AT | CH—CH | UK1UK | US1US |

### Auszeichnungen für Musikverkäufe
Die Lieder Lost (125.000) und Lucky Strike (500.000) wurden weder als Singles veröffentlicht, noch konnten sie aufgrund von Downloads oder Streamings die Charts erreichen, dennoch erhielten diese Schallplattenauszeichnungen, womit Verkaufszahlen für die Titel nachzuweisen sind. Darüber hinaus sind ebenfalls Verkaufszahlen für die Titel Just a Feeling (170.041) und Nothing Lasts Forever (142.880) bekannt.
| Land/RegionAuszeichnungen für Musikverkäufe (Land/Region, Auszeichnungen, Verkäufe, Quellen) | Silber     | Gold         | Platin         | Diamant       | Verkäufe    | Quellen                                                    |
| -------------------------------------------------------------------------------------------- | ---------- | ------------ | -------------- | ------------- | ----------- | ---------------------------------------------------------- |
| Argentinien (CAPIF)                                                                          | —          | —            | 4× Platin4     | —             | 160.000     | capif.org.ar                                               |
| Australien (ARIA)                                                                            | —          | 4× Gold4     | 148× Platin148 | —             | 10.500.000  | aria.com.au                                                |
| Belgien (BRMA)                                                                               | —          | 4× Gold4     | 4× Platin4     | —             | 215.000     | ultratop.be                                                |
| Brasilien (PMB)                                                                              | —          | 10× Gold10   | 14× Platin14   | 43× Diamant43 | 10.240.000  | pro-musicabr.org.br                                        |
| Chile (IFPI)                                                                                 | —          | —            | Platin1        | —             | 10.000      | Einzelnachweise                                            |
| Dänemark (IFPI)                                                                              | —          | 7× Gold7     | 33× Platin33   | —             | 1.602.500   | ifpi.dk                                                    |
| Deutschland (BVMI)                                                                           | —          | 10× Gold10   | 9× Platin9     | —             | 4.600.000   | musikindustrie.de                                          |
| Europa (IFPI)                                                                                | —          | —            | 2× Platin2     | —             | (2.000.000) | ifpi.org (Memento vom 1. Januar 2014 im Internet Archive)  |
| Finnland (IFPI)                                                                              | —          | 6× Gold6     | 2× Platin2     | —             | 119.593     | ifpi.fi                                                    |
| Frankreich (SNEP)                                                                            | —          | 9× Gold9     | 3× Platin3     | 3× Diamant3   | 2.167.064   | infodisc.fr snepmusique.com                                |
| Griechenland (IFPI)                                                                          | —          | Gold1        | —              | —             | 15.000      | ifpi.gr                                                    |
| Indien (IMI)                                                                                 | —          | —            | 24× Platin24   | —             | 720.000     | Einzelnachweise                                            |
| Indonesien (ASIRI)                                                                           | —          | Gold1        | —              | —             | 10.000      | Einzelnachweise                                            |
| Irland (IRMA)                                                                                | —          | Gold1        | —              | —             | 7.500       | irishcharts.ie                                             |
| Italien (FIMI)                                                                               | —          | 10× Gold10   | 31× Platin31   | —             | 2.150.000   | fimi.it                                                    |
| Japan (RIAJ)                                                                                 | —          | 13× Gold13   | 7× Platin7     | —             | 2.350.000   | riaj.or.jp JP2 JP3                                         |
| Kanada (MC)                                                                                  | —          | 4× Gold4     | 62× Platin62   | Diamant1      | 6.225.000   | musiccanada.com                                            |
| Kolumbien (ASINCOL)                                                                          | —          | —            | 5× Platin5     | —             | 50.000      | Einzelnachweise                                            |
| Malaysia (RIM)                                                                               | —          | Gold1        | 4× Platin4     | —             | 807.500     | Einzelnachweise                                            |
| Mexiko (AMPROFON)                                                                            | —          | 17× Gold17   | 31× Platin31   | 4× Diamant4   | 3.345.000   | amprofon.com.mx                                            |
| Neuseeland (RMNZ)                                                                            | —          | 4× Gold4     | 79× Platin79   | —             | 2.115.000   | aotearoamusiccharts.co.nz NZ2 NZ3                          |
| Niederlande (NVPI)                                                                           | —          | —            | Platin1        | —             | 80.000      | nvpi.nl                                                    |
| Norwegen (IFPI)                                                                              | —          | 3× Gold3     | —              | —             | 50.000      | ifpi.no (Memento vom 5. November 2012 im Internet Archive) |
| Österreich (IFPI)                                                                            | —          | 4× Gold4     | Platin1        | —             | 77.500      | ifpi.at                                                    |
| Philippinen (PARI)                                                                           | —          | Gold1        | 2× Platin2     | —             | 75.000      | Einzelnachweise                                            |
| Polen (ZPAV)                                                                                 | —          | 3× Gold3     | 14× Platin14   | Diamant1      | 800.000     | olis.pl                                                    |
| Portugal (AFP)                                                                               | —          | 3× Gold3     | 12× Platin12   | —             | 150.000     | Einzelnachweise                                            |
| Russland (NFPF)                                                                              | —          | —            | 2× Platin2     | —             | 40.000      | 2m-online.ru                                               |
| Schweden (IFPI)                                                                              | —          | 4× Gold4     | 18× Platin18   | —             | 970.000     | sverigetopplistan.se                                       |
| Schweiz (IFPI)                                                                               | —          | 3× Gold3     | 2× Platin2     | —             | 105.000     | hitparade.ch                                               |
| Singapur (RIAS)                                                                              | —          | 2× Gold2     | 8× Platin8     | —             | 90.000      | rias.org.sg                                                |
| Spanien (Promusicae)                                                                         | —          | 5× Gold5     | 24× Platin24   | —             | 1.510.000   | elportaldemusica.es ES2                                    |
| Südkorea (KMCA)                                                                              | —          | —            | Platin1        | —             | 1.363.451   | circlechart.kr                                             |
| Thailand (TECA)                                                                              | —          | —            | 3× Platin3     | —             | 30.000      | Einzelnachweise                                            |
| Vereinigte Staaten (RIAA)                                                                    | —          | 5× Gold5     | 68× Platin68   | 3× Diamant3   | 103.691.000 | riaa.com                                                   |
| Vereinigtes Königreich (BPI)                                                                 | 3× Silber3 | 4× Gold4     | 43× Platin43   | —             | 23.357.000  | bpi.co.uk                                                  |
| Insgesamt                                                                                    | 3× Silber3 | 139× Gold139 | 662× Platin662 | 55× Diamant55 |             |                                                            |